# Brandon Routh
Brandon James Routh (født 9. oktober 1979 i Des Moines, Iowa, USA) er en amerikansk filmskuespiller og tidligere model.
Routh har baggrund fra fjernsynsserier som Odd Man Out (1999), Gilmore Girls (2001) og Will & Grace (2004), og nåede at få en smårolle i thrilleren Karla (2006) før han blev valgt til rollen som Superman i Superman Returns (2006). Han gjorde den rolle meget lig Christopher Reeve, den forrige Superman, som døde i 2004.

## Filmografi
- Legends of Tomorrow (2016)